# Ursus arctos syriacus
Ursus arctos syriacus este o subspecie relativ mică a ursului brun, nativă în Orientul Mijlociu.

## Istorie evolutivă
Un studiu genetic a demonstrat că toți urșii din munții Caucaz sunt monofiletici (provin de la același strămoș) cel puțin din punct de vedere matriliniar și aparțin subspeciei Ursus arctos arctos.

## Răspândire și habitat

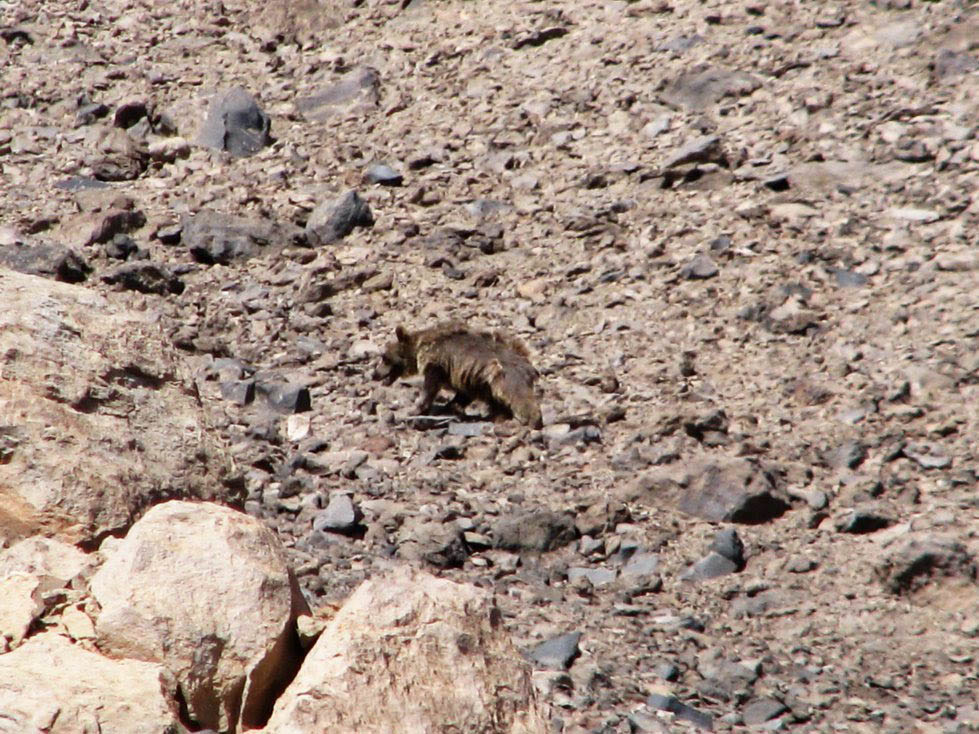
Ursus arctos syriacus în Parcul Național Lar, nord-estul Muntelui Damavand, Iran

În trecut, Ursus arctos syriacus a viețuit într-un teritoriu din Orientul Mijlociu cuprins între Turcia și Turkmenistan. Astăzi, nu se mai întâlnește în Iordania și Israel și viețuiește doar în Turcia, Iran și Irak. În Siria au fost înregistrate în anul 2004 urme de Ursus arctos syriacus în munții Antiliban pentru prima dată în cinci decenii. În februarie 2011, au fost înregistrate din nou urme de urși în această zonă.
În Turcia, habitate importante ale acestei subspecii de urs sunt pădurile de conifere și cele de foioase în regiunea Mării Negre și în regiunea de nord-est a Turciei, în hinterlandurile Mării Negre sunt pădurile de stejari și cele de pini, iar în partea de est a Anatoliei pădurile uscate. După altitudine, aceste habitate variază între circa 500 până la 2.700 metri. În Iran, este prezent în Munții Zagros și în aria protejată Alborzii de Mijloc, situată la sud de Marea Caspică. În aceste zone, subspecia Ursus arctos syriacus preferă altitudinile mai mari, cu acces la resurse de apă.

## Amenințări ecologice
În Turcia, subspecia Ursus arctos syriacus este amenințată la scară mare de fragmentarea pădurii, degradarea habitatului și de persecutarea sa în zonele unde strică stupii de albine și șeptelurile. Locuitorii din regiunea Mării Negre vânează în mod ilegal acești urși pentru grăsimea acestora, despre care se crede că are proprietăți medicinale. Ocazional, urșii sunt uciși în timpul vânătorii de mistreți în care se folosesc câini și cad pradă momelilor și capcanelor otrăvite instalate ilegal pentru a prinde cerbi roșii, căprioare, lupi sau râși eurasiatici.

## În cultură
Subspecia Ursus arctos syriacus este menționată în Biblie. Protecția unei ursoaice asupra puilor ei este citată de trei ori (2 Sam. 17:8; Prov. 17:12; Hos. 13:8) în Biblia Ebraică.

## Exemplare notabile
- Wojtek (n. 1942, Iran– d. 1963), a participat în Bătălia de la Monte Cassino din Al Doilea Război Mondial.[11]